# AGV München
Der 1861 gegründete Akademische Gesangverein (AGV) München ist eine musische, farbenführende, nichtschlagende Studentenverbindung.

## Couleur und Wahlspruch
Der AGV ist nicht farbentragend, aber farbenführend. Er führt die Farben rosa-weiß. Anstatt eines sonst üblichen Zirkels führt der Verein eine Lyra in seinem Wappen. Der Wahlspruch lautet: Ehr unser Zier, Lied das Panier, That unser Wort, Gott unser Hort!

## Beschreibung
Der Akademische Gesangverein ist trotz des untypischen Namens eine Studentenverbindung, bei der die gemeinsame Arbeit in Musik und Theater besteht. Die Bezeichnung „Akademischer Gesangverein“ war unter den studentischen Chören des 19. Jahrhunderts sehr verbreitet. Der AGV München ist heute der letzte, der diesen Namen noch trägt. Er ist zusammen mit der Akademischen Liedertafel Berlin (heute Akademisch-Musische Verbindung Berlin) Gründungsmitglied des Sondershäuser Verbandes Akademisch-Musikalischer Verbindungen, in dem nur musische Verbindungen Mitglied sind. Neben der Studentischen Musikvereinigung Blaue Sänger Göttingen (ebenfalls zum Sondershäuser Verband gehörend) ist der AGV München die einzige Studentenverbindung, die ein eigenes Symphonieorchester unterhält.
Die Mitglieder sind in Fuxen, Burschen und Alte Herren unterteilt und es werden Kneipen geschlagen. Der AGV ist nicht politisch oder religiös ausgerichtet. Als musische Studentenverbindung betreibt der AGV drei Chöre, ein symphonisches Orchester, ein symphonisches Blasorchester, eine Jazzband, eine Big Band, zwei Theatergruppen sowie ein Improtheater. Mit etwa 70 aktiven Studenten und 600 Alten Herren gilt der AGV München heute als größte Studentenverbindung Deutschlands.

## Geschichte

### Gründungszeit

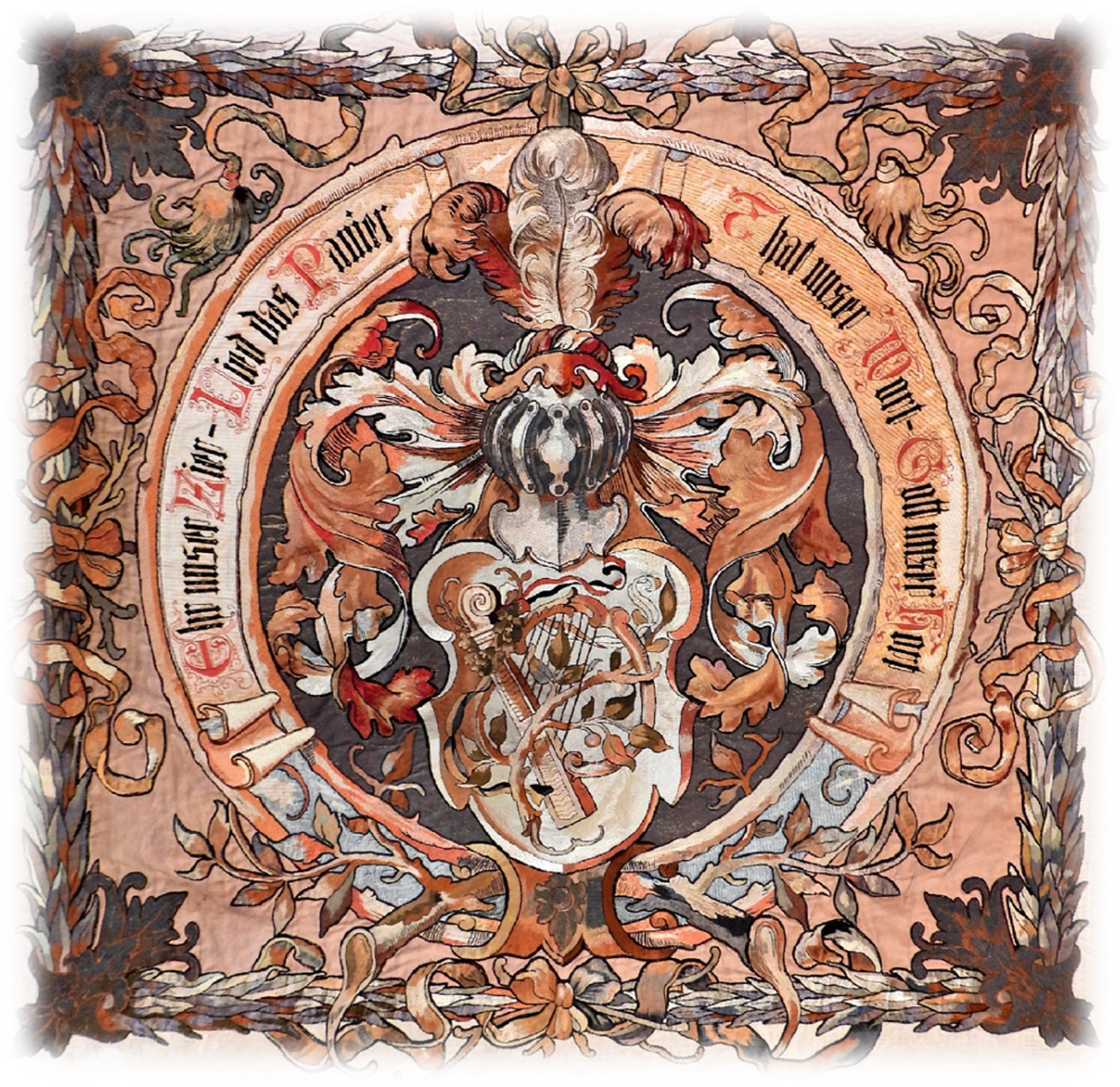
Historische Prunkfahne des AGV München aus dem 19. Jahrhundert

1861 gründeten Studenten, die gemeinsam singen wollten, den Akademischen Gesangverein München. Im Gegensatz zu den meisten Verbindungen dieser Zeit wollten seine Gründer, dass der AGV sich nicht politisch, sondern durch kulturelle Leistungen hervorhebt. Bereits in seiner ersten Satzung wurde er als nichtfarbentragende, nichtschlagende und nicht konfessionelle Korporation definiert. Aus Freundschaft zu anderen musischen Verbindungen entstand 1867 als Dachverband der Sondershäuser Verband. Nachdem die ersten Mitglieder des Akademischen Gesangvereins ihr Studium beendet hatten, folgte 1874 die Gründung des Philisterverbands. 1890 wurde die Gaststätte Scholastika in der Ledererstraße als Vereinshaus für den aufstrebenden Verein erworben.

### Im Ersten Weltkrieg
1914 wurde die „Alte Scholastika“ zu klein für den Verein und man beschloss, ein neues Vereinshaus am gleichen Platz zu bauen, das bereits im Oktober 1915 bezogen werden konnte. Nach dem Krieg war die wirtschaftliche Lage allerdings desolat: Während des Ersten Weltkrieges waren von den über 2200 Mitgliedern 158 gefallen, zusätzlich waren die Kassen durch die Inflation leer. Die Scholastika wurde Amtssitz des Vizekonsuls der USA, Robert Daniel Murphy. Der große Saal wurde an das Postscheckamt vermietet.

### 20er und 30er Jahre
Der AGV schaffte es in den unruhigen 20er Jahren, ein halbwegs normales Vereinsleben aufrechtzuerhalten. Während der Hyperinflation von 1923 stiegen die Semesterbeiträge des Philisteriums allerdings von 1000 Mark auf 20 Millionen Mark (2. Oktober 1923). Bereits 1930 ging es durch die Weltwirtschaftskrise wieder bergab, die finanzielle Situation der Studenten wurde schlechter. In diese Zeit fiel auch ein Konzert für die Münchner Arbeitslosen, damit diese nicht völlig vom Kulturgenuss ausgeschlossen waren. Um der zunehmenden Nationalisierung entgegenzutreten, richtete der AGV 1932 das „Erste Internationale Studententreffen“ aus. Es nahmen der Yale Glee Club, der Obelic-Chor aus Jugoslawien und der Budapester Universitätschor teil. Ehrengast war auch der US-Generalkonsul Murphy, der den AGV zur 1933er Weltausstellung nach Chicago einlud, was aber durch die Machtübernahme 1933 unmöglich gemacht wurde.

### Im Zweiten Weltkrieg
Im Nationalsozialismus unterlagen Studentenverbindungen einem hohen Anpassungsdruck. Der AGV versuchte Eigenständigkeit und Besitz zu bewahren, konnte aber eine „Zwangsarisierung“ und die Umwandlung in eine NS-Kameradschaft nicht verhindern. Bereits bis Anfang 1934 waren zwei Bundesbrüder dem Braunen Terror zum Opfer gefallen. Obwohl auch hier Bundesbrüder sowohl auf Seiten der Machthaber als auch ihrer Gegner standen, kam es zu keiner Denunziation innerhalb der Verbindung. Das traditionelle Verbindungsleben wurde bereits vor dem Krieg immer mehr behindert, der Zweite Weltkrieg brachte es dann fast völlig zum Erliegen.

### Nachkriegszeit
Vom 30. Januar 1933 bis zum 8. Mai 1945 waren 149 Mitglieder ums Leben gekommen, 34 waren vermisst, das Haus aber nur leicht beschädigt. Der Verein wurde am 26. September 1946 neu gegründet, wurde allerdings erst 1948 anerkannt. 1948 war es dann auch möglich, heimlich eine neue Aktivitas zu gründen, die bis 1951 auf über 150 Mitglieder anwuchs. Um das Ansehen der Deutschen Studentenverbindungen im Ausland wieder zu verbessern, lud der AGV Mitglieder des Internationalen Studentenclubs (ISC) 1952 zu einer „Gästekneipe“ aufs Haus. 1954 kam es wieder zu einem Internationalen Studentischen Sängertreffen in München, bei dem es zu einem gemeinsamen Konzert der Universitätschöre Helsinki, Stockholm und Belgrad, des Yale Glee Clubs und des AGV im Herkulessaal der Münchner Residenz kam. In den 50er und frühen 60er Jahren knüpften die Verbindungsveranstaltungen wieder an das traditionelle Niveau an, der Höhepunkt war das 100. Stiftungsfest 1961.

### Seit den 60ern
Das Jahr 1968 brachte auch im AGV viele Diskussionen; einige SV-Mitgliedsbünde begannen auch Damen aufzunehmen. Der AGV München beschloss nach langen Diskussionen, dem Gründungsgedanken einer klassischen Studentenverbindung treu zu bleiben. Heute sind alle künstlerischen Aktivitäten des AGV gemischt, die Trägerschaft hingegen liegt bei der Studentenverbindung, die durch ihr Lebensbundprinzip organisatorische und auch finanzielle Konsistenz bietet. 2011 konnte der AGV sein 150. Stiftungsfest mit einem Aufführung der Carmina Burana im Herkulessaal und einer Theaterproduktion in der Reithalle (eigenes Stück und Musik) begehen.

## Verbindungshaus Scholastika

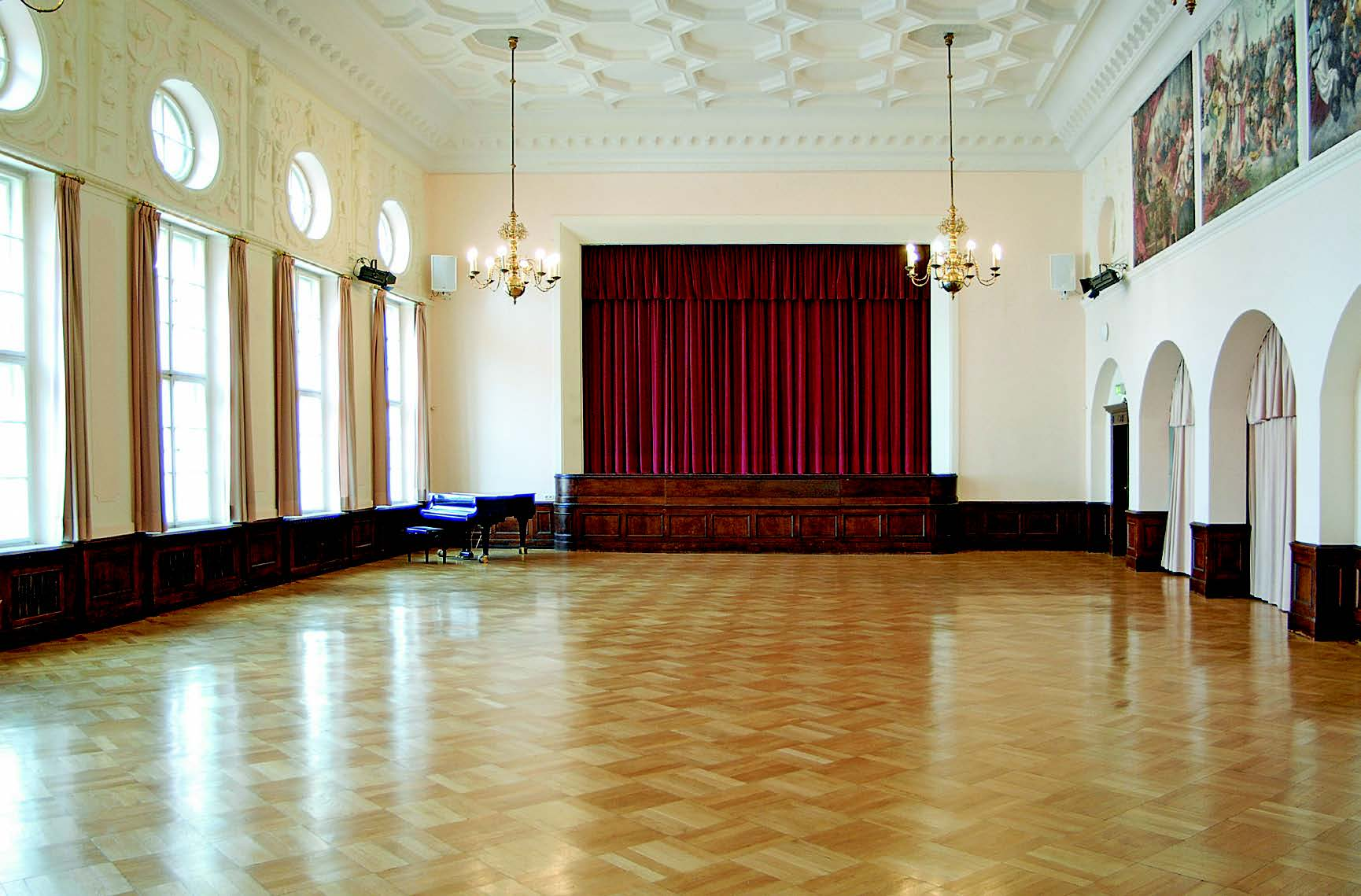
Großer Saal im dritten Stock der Scholastika

Dem AGV gehört die „Scholastika“, ein repräsentatives Gebäude im Stadtkern, welches eine der größten privaten Bühnen Münchens beherbergt.

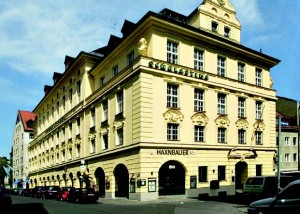
Scholastika-Haus im Zentrum von München

Den frühesten Nachweis für das Bauwerk an der Lederergasse östlich neben dem Pfisterbach und dem herzoglichen Zerwirkgewölbe am anderen Ufer gegenüber liefert das Stadtmodell des Drechslers Jakob Sandtner aus Straubing. Darin zeigt sich das Haus als schlichter Baukörper, parallel zum Pfisterbach, als zweistöckiges Giebelhaus. Es ist fünf Achsen breit und von beiden Giebeln her erschlossen; ein Zugang von der Längsseite ist nicht zu erkennen. Das Haus wurde spätestens seit diesem Zeitpunkt schon als Thürlbad bezeichnet. Auf eine Nutzung als Bad weist auch hin, dass es bis zur Mitte des 19. Jahrhunderts (1848) vorwiegend im Besitz von Wund- und Landärzten oder Badern war. Für das Thürleinbad ist allerdings auch ein stark vertieftes Becken im Untergrund nachgewiesen, das bei Abbruch des Hauses 1914 zutage kam.
1863 erwarb Johanna Hoermann, Privatierswitwe von Bogenhausen, das gesamte Anwesen (Lederer- und Münzstraße) sowie ein Servitut, das sie berechtigte, ein Café zu führen, und die Bewilligung, dieses in dem Anwesen auszuführen. Besitz und Servitute kaufte 1868 Therese Weber, Privatierswitwe aus Großhadern, die das Haus schon einmal besessen hatte, zurück und veräußerte alles 1872 unter dem Namen „Cafe Scholastika“ an Peter und Barbara Semmelmaier aus Mehring (Bez. Friedberg). Zwei Jahre später verpachteten diese das Servitut für den Betrieb des Cafés für ein Jahr an den Münchner Gastwirt Christian Bonnet. Nach dem Tode ihres Mannes 1879 verkaufte Barbara Semmelmaier am 15. Dezember 1881 den ganzen Besitz einschließlich der Servitute an eben jenen Christian Bonnet und seine Frau Maria, Hotelpächtersgatten. Nachdem ihnen erlaubt worden war, die Lizenz für das Café umzuwandeln in eine Erlaubnis für eine Schankwirtschaft, wurde an dieser Stelle fortan die Wirtschaft „Zur Scholastika“ mit einem Wirtsgarten geführt.
Der Philisterverband erwarb 1890 das Vorläuferhaus des heutigen Vereinshauses, um endlich zu gesicherten Möglichkeiten für die Abhaltung eines erfolgreichen Vereinslebens zu kommen und den häufigen Wechsel des Vereinslokals zu beenden. Die bisherigen Eigentümer, die Eheleute Bonnet, übergaben am 1. Juni 1890 an den Philisterverband das Wohnhaus mit dem Recht, darin ein Speiselokal führen zu dürfen. Die erste und größere Baumaßnahme war die Errichtung eines zweigeschossigen Saalanbaus. Dafür musste der Biergarten weichen, das Grundstück war damit vollständig überbaut. Der Saal hatte eine Felderdecke und darin im Zentrum eine rechteckige verglaste Lichtkuppel als Eisenkonstruktion, seitlich zu ebener Erde eine Kegelbahn und darüber eine Galerie für den Saal. Im nördlichen Teil des Anbaus war ein Podium vorgesehen mit Nebenraum und einer Treppe ins Untergeschoß sowie einem Ausgang zur Münzstraße.

Damit hatte der AGV jetzt einen eigenen Saal für etwa 250 Personen, wo viele der im Semester stattfindenden Veranstaltungen wie Kneipen und Kommerse stattfinden konnten. Das Erdgeschoss des Wohngebäudes blieb weiterhin unverändert das öffentliche Restaurant Scholastika mit dem Eingang von der Ledererstraße her. Über den Steg entlang des Pfisterbaches konnte man weiterhin in das Treppenhaus gelangen, worüber die oberen Etagen des Hauses erreichbar waren. Im ersten Obergeschoß befanden sich das Gesellschaftszimmer, ein Sitzungszimmer und das Philisterium des Philisterverbands sowie ein Raum, der der Künstlergesellschaft „Hölle“ vermietet war. Im zweiten Obergeschoß befanden sich zwei fremdvermietete Wohnungen. Es ist anzunehmen, dass auch das Dachgeschoß genutzt war.

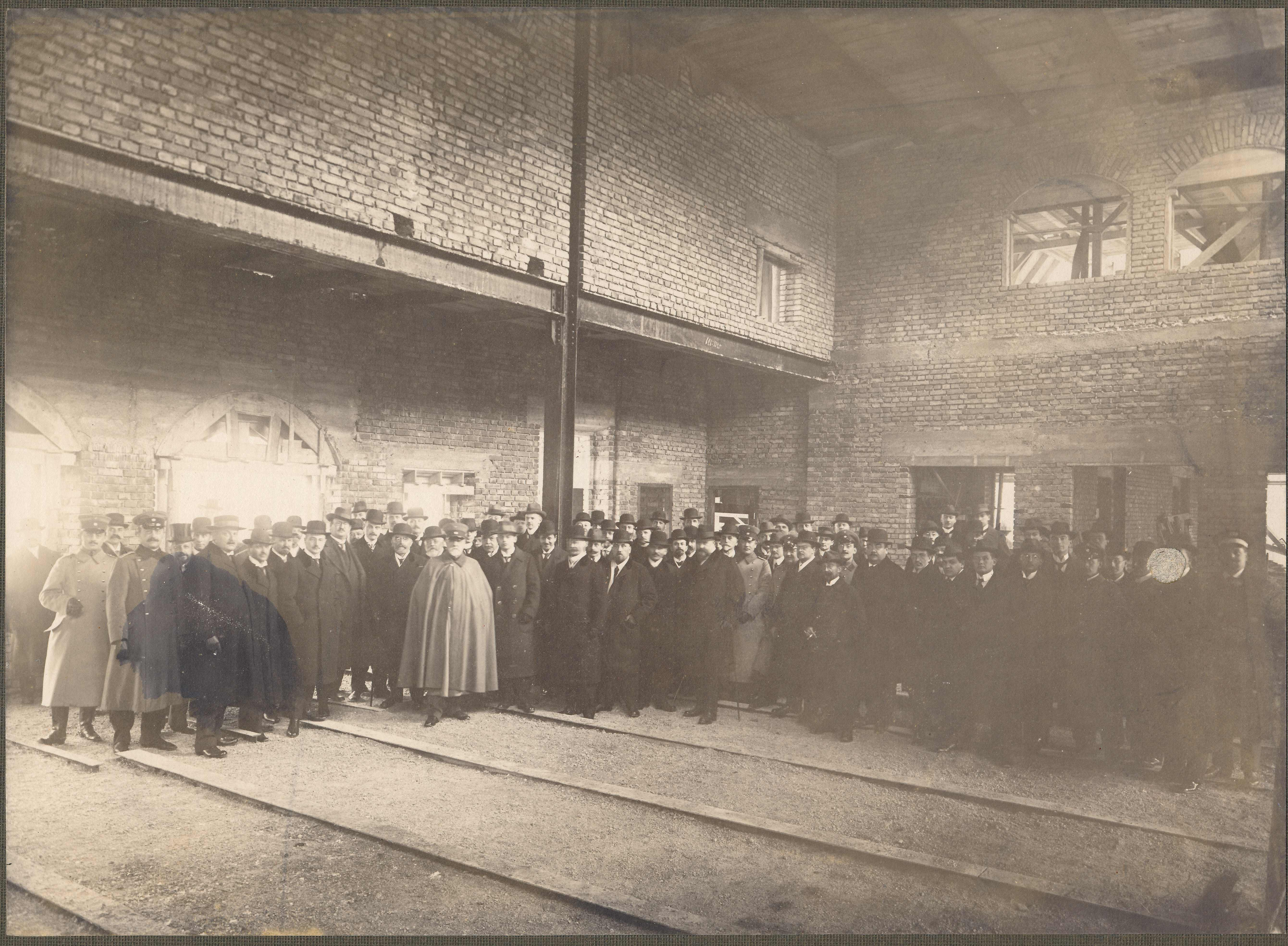
Großer Saal der Scholastika während der Bauarbeiten im Wintersemester 1914/1915

Der Magistrat der Stadt entwickelte 1907 den Plan, den Pfisterbach von der Münzstraße bis fast zum Hofgraben, wie bereits im vorderen Teil geschehen, zu überwölben. Dieses Vorhaben war für den Bestand der Scholastika von entscheidender Bedeutung. Damit nämlich war schon zwangsläufig eine Neufestlegung der Baulinien verbunden, da die Sparkassenstraße in gleicher Breite fortgesetzt werden sollte. Einerseits war dies für das Haus mit einer deutlich verbesserten Erreichbarkeit verbunden, aber andererseits auch mit einer Beschneidung der Grundstücksgröße, denn die Baulinie wurde im Mittel um 1,40 m zurückgenommen. Das an sich schon nicht sehr breite Grundstück wurde damit für die Zwecke des Philisterverbandes und das beabsichtigte Raumprogramm nahezu unbebaubar. Als sich die Möglichkeit ergab, das Nachbaranwesen Ledererstraße 24 zu erwerben, griff der Verband zu und erwarb im Dezember 1910 das Haus. Am 20. Juni 1911 stellte Vorstand von Rasp auf einer Mitgliederversammlung nach dem Stiftungsfest zwei Entwürfe vor für den Bau eines neuen Vereinshauses.
Nach einigen vorbereitenden Arbeiten wurde Ende Juli 1914 mit dem Abbruch der Alten Scholastika begonnen, der Anfang September abgeschlossen war. Im November wurde das Mauerwerk im Bereich des Erdgeschosses erstellt, dem dann Ende November noch die Umfassungsmauer des Zwischengeschosses folgte. Es gab offenbar keine Unterbrechung durch winterliche Temperaturen, denn schon Anfang Januar wurden die Mauern des zweiten Stockes aufgeführt und die Abgleichung für das Dach hergestellt, sodass Ende Januar bereits damit begonnen werden konnte, den Dachstuhl aufzustellen. Im Mai 1915 begannen die Putzarbeiten zunächst im Keller und zogen sich bis Ende April hin, dann standen die Außenputzarbeiten an, die Mitte Juni abgeschlossen werden konnten. Für Juli sind die inneren Ausbauarbeiten erwähnt.
Im ersten Stock des Hauses befindet sich heute das Wohnheim der Verbindung, im zweiten Stock Aufenthaltsräume und im dritten Stock der große Saal mit einer der größten Privatbühnen Münchens.

## Musengruppen
Im AGV werden die einzelnen musischen Aktivitäten von Musengruppen durchgeführt. Dazu zählen:
- Sinfonieorchester
- Sinfonisches Blasorchester
- Big Band
- Scholastica Jazzorchestra
- Junger Chor
- Großer Chor
- Chor der Verdammten
- Junges Theater
- Großes Theater
- Impro-Theatergruppe schlAGVertig[3]

## Grabstätte

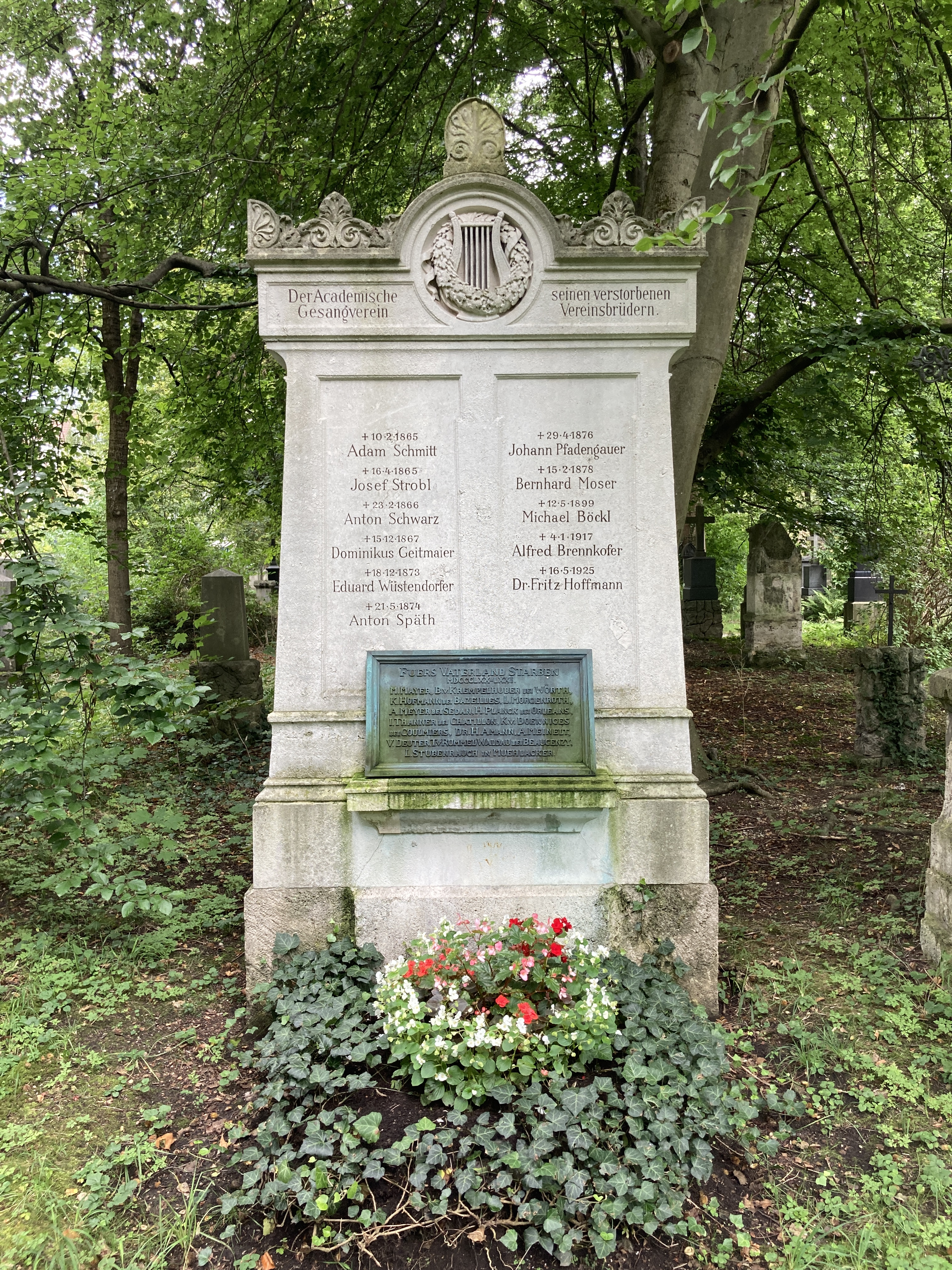
Grab der Studentenverbindung Akademischer Gesangsverein auf dem Alten Südlichen Friedhof in München

Die Grabstätte der Studentenverbindung Akademischer Gesangsverein befindet sich auf dem Alten Südlichen Friedhof in München (Gräberfeld 12 – Reihe 9 – Platz 47–49) Standort. Die Grabstätte stammt aus dem Jahr 1865 und wurde vom Bildhauer Anselm Sickinger gestaltet. Obwohl der Verein in erster Linie kulturellen Zwecken dient, bezeugt das Grabmal, dass man für die verstorbenen Vereinsbrüder eine Bindung an den Verein über den Tod hinaus anstrebt. Dies wird durch das Vereinswappen und die Grabüberschrift „Der Academische Gesangverein seinen verstorbenen Vereinsbrüdern“ eindrucksvoll dargestellt.

## Bekannte Mitglieder

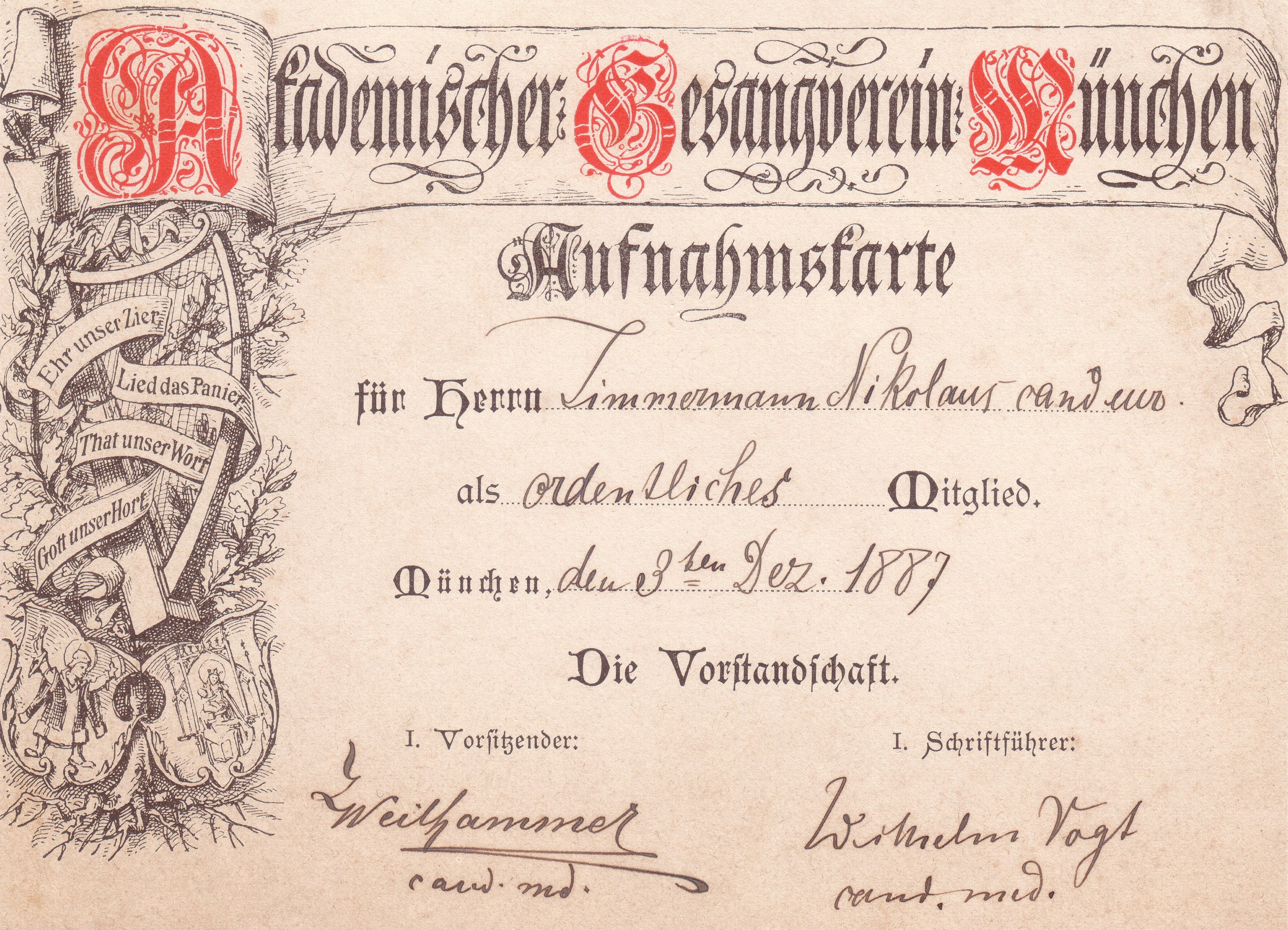
Mitgliedskarte des Akademischen Gesangvereins München

- Albert Eugen Adam (1855–1921), Archivar und Bibliothekar
- Max Aigner (1864–1924), Bezirksoberamtmann in Eberbsberg
- Philipp Allfeld (1852–1940), Jurist, Professor und Komponist
- Ludwig von Ammon (1850–1922), Geologe und Paläontologe
- Walter Antz (1888–1955), Polizeipräsident
- Karl Arnold (1853–1929), Chemiker, Mineraloge und Schriftsteller
- Georg Bäurle (1908–1980), Präsident des Oberlandesgerichts München und des Bayerischen Veerfassungsgerichtshofs
- Paul Barnickel (1885–1966), Reichsanwalt beim Volksgerichtshof in Berlin und beim Reichsgericht
- Alfred Bergeat (1866–1924), Mineraloge und Vulkanologe
- Max Bernhart (1883–1952), Numismatiker, Direktor der Staatlichen Münzsammlung München
- Otto Bertram (1871–1949), Präsident des Oberlandesgerichts Nürnberg
- Friedrich von Bezold (1848–1928), Historiker
- Franz Biebl (1906–2001), Komponist
- Ludwig Blaß (1874–1943), Landrat in Sankt Ingbert
- Hans Bornkessel (1892–1977), Politiker, MdS Bayern
- Friedrich Bracker (1875–1956), Präsident der bayerischen Staatsschuldenverwaltung
- Ulrich Bracker (* 1953), Notar
- Lujo Brentano (1844–1931), Nationalökonom und Sozialreformer
- Hans Buchner (1850–1902), Arzt, Bakteriologe und Hygieniker
- Rudolf Buttmann (1885–1947), Politiker (NSDAP), MdL Bayern, MdR, Generaldirektor der Bayerischen Staatsbibliothek
- Fritz van Calker (1864–1957), Politiker und Strafrechtsprofessor
- Wilhelm van Calker (1869–1937), Professor für öffentliches Recht und Völkerrecht
- Max Conrad (1848–1920), Chemiker
- Rudolf Conrath (1887–1968), Landrat und Badkommissarin Bad Kissingen
- Kaspar Deutschenbaur (1864–1950), Oberbürgermeister der Stadt Augsburg
- Hans Diepolder (1896–1969), klassischer Archäologe
- Otto Dimroth (1872–1940), Chemiker und Hochschullehrer
- Franz Theodor Doflein (1873–1924), Zoologe und Konservator
- Franz Dorfmüller (1887–1974), Pianist und Klavierlehrer
- Ernst Drumm (1872–1945), Manager
- Raimund Eberle (1929–2007), Regierungspräsident von Oberbayern
- Ludwig Ebermayer (1858–1933), Reichsgerichtsrat
- Karl Theodor Eheberg (1855–1941), Nationalökonom und Professor an der Universität Erlangen
- Eugen Enderlen (1863–1940), Chirurg und Hochschullehrer in Greifswald, Basel, Würzburg und Heidelberg
- Josef Fergg (1887–nach 1952), Bezirksamtmann von Münchenen und Landrat von Bad Tölz
- Alfred Fikentscher (1888–1979), Sanitätschef der Kriegsmarine und später Leiter des Amts für sanitäre Planung und Wirtschaft
- Richard Fikentscher (1903–1993), Frauenarzt, Geburtshelfer sowie Hochschullehrer
- Wolfgang Fikentscher (1928–2015), Jurist und Hochschullehrer
- Theodor Fischer (1862–1938), Architekt und Stadtplaner
- Rudolf Flach (1884–1969), Jurist
- Wilhelm Frick (1877–1946), Reichsinnenminister
- Hans Walther Frickhinger (1889–1955), Zoologe und Schriftsteller
- Konrad Fries (1884–1969), Beigeordneter in Nürnberg
- Hermann Edler von Gäßler (1876–1960), Regierungspräsident der Oberpfalz und von Niederbayern
- Ludwig Gebhard (1891–1956), Regierungspräsident von Oberfranken
- Hermann Geib (1872–1939), Politiker, Oberbürgermeister von Regensburg, Staatssekretär im Reichsarbeitsministerium
- Max Geiger (1875–1942), Senatspräsident am Bayerischen Verwaltungsgerichtshof
- Günther Graßmann (1900–1993), Kunstmaler und Grafiker
- Josef von Graßmann (1864–1928), Ministerialdirektor und Industrieller
- Wolfgang Grassmann (1898–1978), Chemiker
- Albert Grießmeyer (1879–1967), Präsident der Reichsversicherungsanstalt für Angestellte
- Rudolf Gschwendner (1857–nach 1924), Bezirksoberamtmann vorn Freising
- Albrecht Haas (1906–1970), Jurist, Politiker (FDP) und bayerischer Justizminister
- August Haase (1873–nach 1936), Verwaltungsjurist und Bezirksoberamtmann
- Franz Haaser (1886–1971), Verwaltungsjurist
- Franz Haertl (1880–1959), Landrat von Neunburg vorm Wald
- Karl Haff (1879–1955), Rechtswissenschaftler
- Eduard Hamm (1879–1944), Politiker (DDP), Reichswirtschaftsminister
- Paul Hammer (1881–1942), Präsident der Bayerischen Staatsbank
- Heinrich Harburger (1851–1916), Richter und Hochschullehrer
- Gustav Harteneck (1892–1984), Offizier, zuletzt General der Kavallerie im Zweiten Weltkrieg
- Karl Theodor von Heigel (1842–1915), Historiker und Archivar, Präsident der Bayerischen Akademie der Wissenschaften
- Emil Heim (1887–1967), kommissarischer Oberbürgermeister von Saarbrücken.
- Friedrich Ritter von Heinzelmann (1853–1945), Präsident des Oberlandesgerichts München
- Heinrich Helferich (1851–1945), Chirurg, Rektor der Universität Greifswald
- Gustav Herbig (1868–1925), Indogermanist und Etruskologe
- Adolf Hilsenbeck (1873–1947), Historiker und Bibliothkar
- Gebhard Ludwig Himmler (1898–1982), NS-Funktionär
- Joseph Ehrenfried Hofmann (1900–1973), Mathematikhistoriker
- Heinz Hohner (1907–1967), Oberbürgermeister der Stadt Augsburg
- Otmar Huber (1927–2021), Landrat von Bad Tölz-Wolfratshausen
- Josef Huggenberger (1865–1945), Archivar
- Karl von Imhoff (1875–1961), Ministerialdirektor
- Karl Inhofer (1942–2016), Regierungspräsident von Mittelfranken
- Friedrich Israel (1884–1956), Bibliothekar
- Karl von Jacubezky (1845–1909), Senatspräsident am Bayerischen Obersten Landesgericht
- Albert Jesionek (1870–1935), Dermatologe und Hochschullehrer
- Albert Jodlbauer (1871–1945), Mediziner, Pharmakologe und Toxikologe
- Heinrich Junker (1911–1993), bayerischer Innenminister
- Gustav Ritter von Kahr (1862–1934), bayerischer Ministerpräsident und Außenminister
- Hermann Katsch (1853–1924), Maler
- Hans-Jörg Kellner (1920–2015), Archäologe und Numismatiker
- Lothar Kempter (1844–1918), deutsch-schweizerischer Komponist und Dirigent
- Hermann Keßler (1914–2003), Oberbürgermeister von Nördlingen
- Richard Kiliani (1861–1927), Diplomat und Autor
- Wilhelm Kirchbauer (1875–1936), Architekt und Baubeamter
- Theodor Klippel (1865–1929), Oberbürgermeister vom Erlangen
- Eugen von Knilling (1865–1927), Kultusminister des Königreichs Bayern, bayerischer Ministerpräsident und Außenminister
- Hans Knör (1884–nach 1958), Jurist, stellvertretender Präsident des Bayerischen Verfassungsgerichtshofs
- Karl Koester (1843–1904), Pathologe und Hochschullehrer
- Ottmar Kollmann (1886–1969), Präsident des Bayerischen Verwaltungsgerichtshofes
- Wilhelm Kopf (1909–2001), deutscher Botschafter
- Robert Kothe (1869–1947), Rechtsanwalt, Komponist, Dichter, Violinist, Schauspieler und Sänger
- Ernst Kraus (1889–1970), Geologe
- Theodor Kutzer (1864–1948), Oberbürgermeister von Fürth und Mannheim
- Franz Lachner (1803–1890), Komponist und Dirigent
- Robert von Landmann (1845–1926), Bayerischer Staatsminister des Innern für Kirchen- und Schulangelegenheiten
- Hans Ritter von Lex (1893–1970), Politiker der BVP und der CSU und Präsident des Deutschen Roten Kreuzes
- Georg Leidinger (1870–1945), Historiker und Bibliothekar
- Heinz Lieberich (1905–1999), Rechtshistoriker und Archivar
- Karl Lintner (1855–1926), Brauwissenschaftler und Professor für Gärungschemie
- Johann Baptist Loritz (1857–1932), Regierungspräsident von Oberbayern
- Viktor Lukas (* 1931), Organist und Hochschullehrer
- Friedrich Manglkammer (1878–1957), Senatspräsident beim Oberlandesgericht München
- Max Mayer (1874–nach 1937), Verwaltungsjurist und Bezirksoberamtmann
- Heinrich Mayr (1854–1911), Forstwissenschaftler
- Karl Meyer (1862–1937), Präsident des Oberlandesgerichts München
- Franz Mikorey (1873–1947), Komponist, Dirigent und Generalmusikdirektor
- Wilhelm von Miller (1848–1899), Chemiker und Hochschullehrer
- Ludwig Robert Müller (1870–1962), Internist und Hochschullehrer
- Max von Müller (1841–1906), Präsident des Bayerischen Verwaltungsgerichtshofes
- Ernst Mummenhoff (1848–1931), Archivdirektor in Nürnberg
- Maximilian Nüchterlein (1913–1990), Jurist,  stellvertretender Präsident des Bayerischen Verfassungsgerichtshofs
- Eugen Oberhummer (1859–1944), deutsch-österreichischer Geograph
- Albert Oeckl (1909–2001), PR- und Kommunikationswissenschaftler
- Karl Orth (1869–1942), Maler
- Theodor Ostermann (1894–1968), Bibliothekar
- Ludwig Osthelder (1877–1954), Regierungspräsident von Oberbayern
- Fritz von Ostini (1861–1927), Redakteur, Schriftsteller, Humorist und Lyriker
- Walther Pauer (1887–1971), Energiewirtschaftler und Hochschullehrer
- Heinrich Peckert (1880–Unbekannt), Landesarbeitsamtpräsident und Reichstreuhänder der Arbeit
- Ludwig Pfeiffer (1861–1945), Mediziner (Hygieniker), Professor und Amtsleiter
- Max Planck (1858–1947), Physiker und Nobelpreisträger[6]
- Robert von Pöhlmann (1852–1914), Althistoriker
- Johannes Ponader (* 1977), Theaterregisseur, Politiker (Piraten)
- Ludwig Prandtl (1875–1953), Physiker und Strömungstechniker
- Paul von Praun (1859–1937), Regierungspräsident von Schwaben
- Alexander Prugger (1887–1962), Leiter der Oberfinanzdirektion München
- Karl Purgold (1850–1939), Klassischer Archäologe und Kunsthistoriker
- Carl Ritter von Rasp (1848–1927), Versicherungsexperte, Generaldirektor der Bayerischen Versicherungsbank
- Wilhelm Rebay von Ehrenwiesen (1909–2004), Jurist und Kreishauptmann im deutsch besetzten Polen während des Zweiten Weltkrieges
- Erwin Reichenbach (1897–1973), Stomatologe
- Hermann Rehm (1862–1917), Jurist und Hochschullehrer
- Max Rehm (1896–1992), Jurist und Historiker
- Otto Renner (1883–1960), Botaniker
- Erwin Riezler (1873–1953), Rechtswissenschaftler
- Josef Riepl (1898–1987), Bauunternehmer
- Anton van Rinsum (1891–1973), Wasserbauingenieur und Hochschullehrer
- Walter Rösch (1903–1977), Jurist
- Robert Rössle (1876–1956), Pathologe
- Max Rubner (1854–1932), Physiologe und Hygieniker
- Karl Saller (1902–1969), Anthropologe und Arzt
- Adolf Sandberger (1864–1943), Musikwissenschaftler und Komponist
- Karl Sapper (1866–1945), Reisender, Sammler, Antiquar und Linguist
- Hans Schaefer (1906–2000), Mediziner
- Wilhelm Schallmayer (1857–1919), Arzt, Begründer der sogenannten Rassenhygiene in Deutschland
- Alexander von Schneider (1845–1909), Oberkonsistorialpräsident der Evangelisch-Lutherischen Kirche in Bayern
- Hans Günther Schönmann (1921–2012), Bankmanager
- Rudolf Schreiber (1889–nach 1955), Landrat von Haßfurt und Hofheim in Unterfranken
- Adam Schwappach (1851–1932), Forstwissenschaftler
- Kurt Schwarz (1887–1973), Landrat von Bayreuth
- Claudius Freiherr von Schwerin (1880–1944), Jurist und Rechtshistoriker
- Ludwig Seitz (1872–1961), Gynäkologe und Geburtshelfer
- Walter Seitz (1905–1997), Mediziner und Politiker (SPD)
- Henry Simonsfeld (1852–1913), Historiker
- Gustav Specht (1860–1940), Professor für Psychiatrie
- Franz Stadelmayer (1891–1971), Oberbürgermeister von Würzburg, Intendant des Bayerischen Rundfunks
- Joseph Georg von Steiner (1858–1937), bayerischer Staatssekretär
- Erich Stenger (1878–1957), Photochemiker
- Eugen von Stieler (1845–1929), Maler
- Walter von Stokar (1901–1959), Apotheker, Prähistoriker und Hochschullehrer
- Otto von Strössenreuther (1865–1958), Regierungspräsident von Oberfranken
- Walther Straub (1874–1944), Pharmakologe
- Ernst Freiherr Stromer von Reichenbach (1871–1952), Paläontologe und Saurierforscher
- Wolfgang Freiherr Stromer von Reichenbach (1922–1999), Professor für Wirtschafts-, Sozial- und Technikgeschichte
- Carl Stumpf (1862–1917), Bürgermeister der Stadt Kaufbeuren
- Friedrich Tenner (1876–1960), Richter am Bayerischen Verwaltungsgerichtshof sowie Bayerischen Verfassungsgerichtshof
- Heinrich von Thelemann (1851–1923), letzter Justizminister des Königreichs Bayern
- Theodor Thurmann (1882–1955), Ministerialrat, Vorstand und Aufsichtsratsvorsitzender der Rheinmetall-Borsig AG
- Walter Troeltsch (1866–1933), Nationalökonom und Hochschullehrer
- Franz Tuczek (1852–1925), Psychiater, Klinikdirektor und Hochschullehrer
- Heinrich Ullmann (1872–1953), Architekt, Landschaftsmaler und Photograph
- Robert Ulrich (1888–1952), Botschafter in Jugoslawien
- Karl Völcker (1864–1928), Präsident der Reichsbahndirektion München
- Erwin Voit (1852–1932), Physiologe und Hochschullehrer
- Michael Wachinger (1868–?), Reichsgerichtsrat
- Anton Waldmann (1878–1941), Generaloberstabsarzt und Professor
- Christian Wallenreiter (1900–1980), Verwaltungsjurist und Rundfunkintendant
- Wilhelm Walther (1887–1961), Präsident des Bayerischen Verfassungsgerichtshofs
- Robert Wehgartner (1909–1974),  Staatssekretär und Vorsitzender der Bayernpartei
- Richard Wendler (1898–1972), Oberbürgermeister von Hof (Saale) und SS-Gruppenführer
- Joseph Wenglein (1845–1919), Münchner Landschaftsmaler
- Herbert Wiedemann (1932–2021), Jurist und Hochschullehrer
- Reinhard Wiesend (1887–1970), Landrat von Garmisch-Partenkirchen
- Ludwig Wimmer (1870–nach 1935), Bezirksamtmann von Günzburg
- Max Winckel (1875–1960), Chemiker und Ernährungswissenschaftler
- Franz Windscheid (1862–1910), Neurologe
- Maximilian Wizigmann (1894–1964), Landrat von Biberach
- Eugen Wöhrle (1853–1925), Kirchenmusiker, Domkapellmeister der Münchner Frauenkirche
- Georg Wopfner (1870–1933), Ministerialrat
- Ludwig Wüllner (1858–1938), Konzert- und Opernsänger (Tenor), Schauspieler sowie Rezitator
- Karl Wulzinger (1886–1948), historischer Bauforscher
- Friedrich Zahn (1869–1946), Statistiker
- Philipp Zametzer (1896–1990), Architekt und Baubeamter
- Benno Ziegler (1891–1965), Komponist und Bibliothekar
- Friedrich von Ziegler (1839–1897), Regierungspräsident der Oberpfalz und von Oberbayern
- Adolf Zink, Bezirksamtmann von Günzburg